# Francisca de Hohenlohe-Waldenburg-Schillingsfürst
Francisca de Hohenlohe-Waldenburg-Schillingfürst (Teplice, 21 de junio de 1897-Salzburgo, 12 de julio de 1989) fue una princesa checa del siglo XX. Por su matrimonio fue archiduquesa de Austria.

## Biografía
Fue hija del político austríaco Conrado de Hohenlohe-Waldenburg-Schillingfürst y de su esposa, la condesa Francisca de Schönborn-Buchheim.
El 29 de noviembre de 1917 contrajo matrimonio con el archiduque Maximiliano Eugenio, hermano único del emperador Carlos I de Austria, en la capilla del castillo de Laxenburgo, cerca de Viena. La nueva familia se instaló en el palacio Belvedere, que se hallaba vacío tras el asesinato de su anterior residente, el archiduque Francisco Fernando.
Partió con su marido y su hijo al exilio tras el colapso del Imperio austrohúngaro.
Murió en Salzburgo en 1989, cuatro meses después de la muerte de su cuñada, Zita.

## Matrimonio y descendencia
De su matrimonio con el archiduque Maximiliano Eugenio tuvo dos hijos:
- Fernando (Carlos Maximiliano Francisco Otón Conrado María José Ignacio Nicolás) (1918[7]-2004[8]) casado civilmente el 6 de abril de 1956 y religiosamente el 10 de abril de 1956 en ambos casos en Seefeld, Baviera, con la condesa Elena Marina Isabel de Törring-Jettenbach, hija de Carlos Teodoro, conde de Törring-Jettenbach y de su esposa, la princesa Isabel de Grecia; con descendencia:[9]
  - Isabel (1957-1983)
  - Sofía (1959-)
  - Maximiliano (1961-)
- Enrique (Carlos María) (1925-2014) casado civilmente el 26 de septiembre de 1961 en Lippborg, Renania del Norte-Westfalia y el 17 de octubre de 1961 en Münster, Renania del Norte-Westfalia con la condesa Ludmila de Galen, hija del conde Cristóbal Bernardo de Galen y de su esposa, María Sofía Kinsky de Wchinitz y Tettau, con descendencia:[10]
  - Felipe (1962-)
  - María Cristina (Francisca Sofía) (1964-)
  - Fernando (1965-)
  - Conrado (1971-)

## Títulos y órdenes

### Títulos
| ● ¿?-¿?: | Su alteza serenísima la princesa Francisca de Hohenlohe-Waldenburg-Schillingsfürst                     |
| ● ¿?-¿?: | Su alteza imperial y real la archiduquesa Francisca de Austria, princesa real de Hungría y Bohemia (1) |

1. Su título completo era: Su Alteza Imperial y Real la serenísima señora Francisca, princesa imperial y archiduquesa de Austria, princesa real de Hungría y Bohemia.

### Órdenes
- Dama de primera clase de la Orden de la Cruz Estrellada.[12] ( Imperio austrohúngaro)